# Zeegezicht aan het IJ
Zeegezicht aan het IJ is een kunstwerk van Irma Boom in Amsterdam-Centrum.
Het kunstwerk bevindt in de Cuyperspassage aan de westzijde van het Station Amsterdam Centraal en bestaat uit een honderdtien meter lange wand met tegeltjes. Irma Boom liet zich inspireren door ’s Lands schip Rotterdam en de haringvloot van Cornelis Pieterszoon Boumeester (1652-1733). Zeezicht aan het IJ toont het schip Rotterdam, het beeld loopt van de wand over op het plafond. Het Wapen van Rotterdam op de achtersteven van het schip werd vervangen door het Wapen van Amsterdam. Het tableau bestaat uit 70.000 tegeltjes van 13 bij 13 centimeter, afkomstig uit de tegelfabriek Koninklijke Tichelaar Makkum. De tegeltjes werden met de hand beschilderd door Jouke Jongstra en Fokke Hamstra. Het duurde vijf jaar om het werk te voltooien. Het oorlogsschip is driemaal te zien en vervaagt zo van zuid naar noord.
De naam van kunstenaar en fabriek zijn terug te vinden aan het zuideinde van de tunnel. 

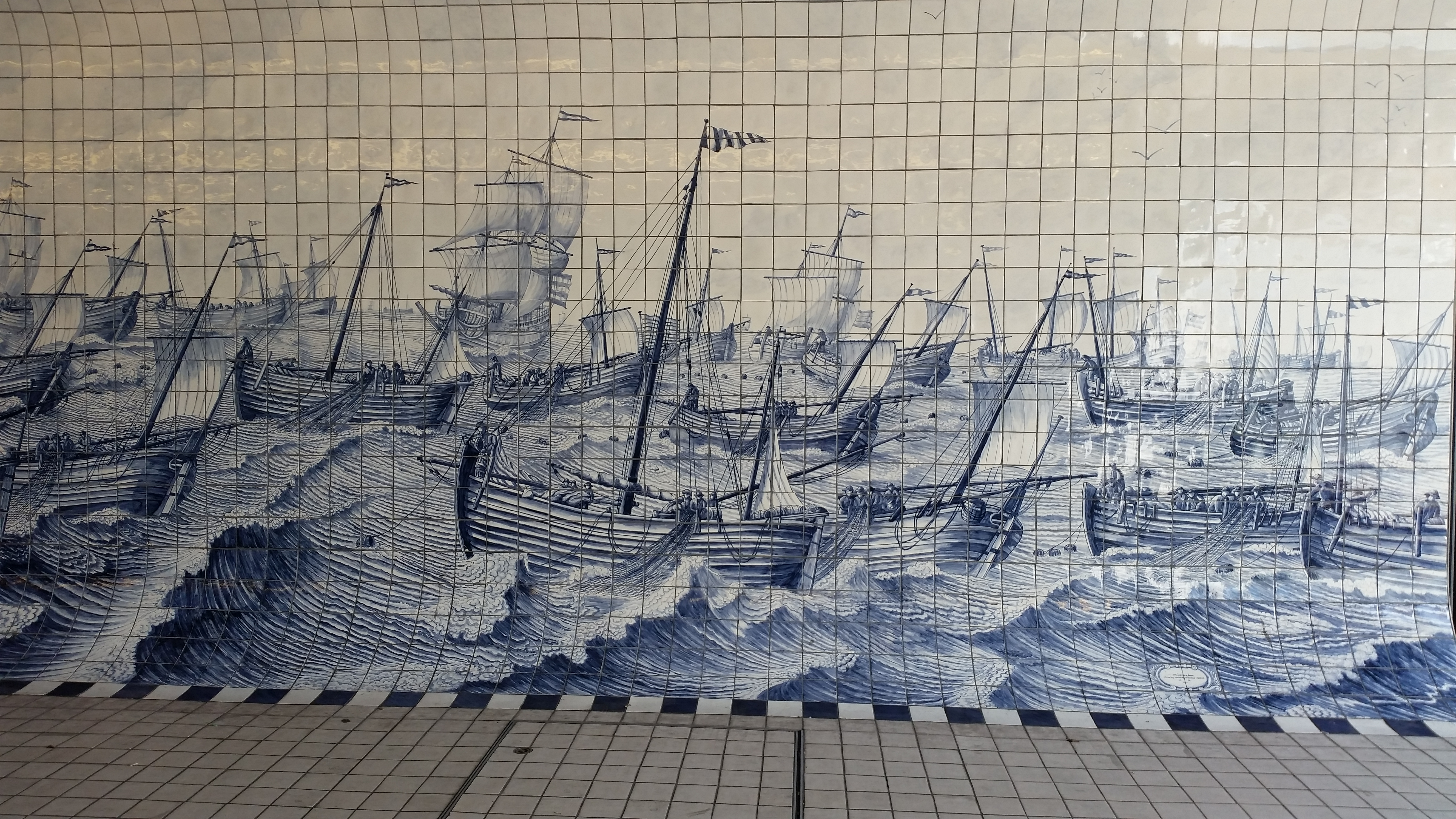
Tableau met naamplaat (augustus 2018)
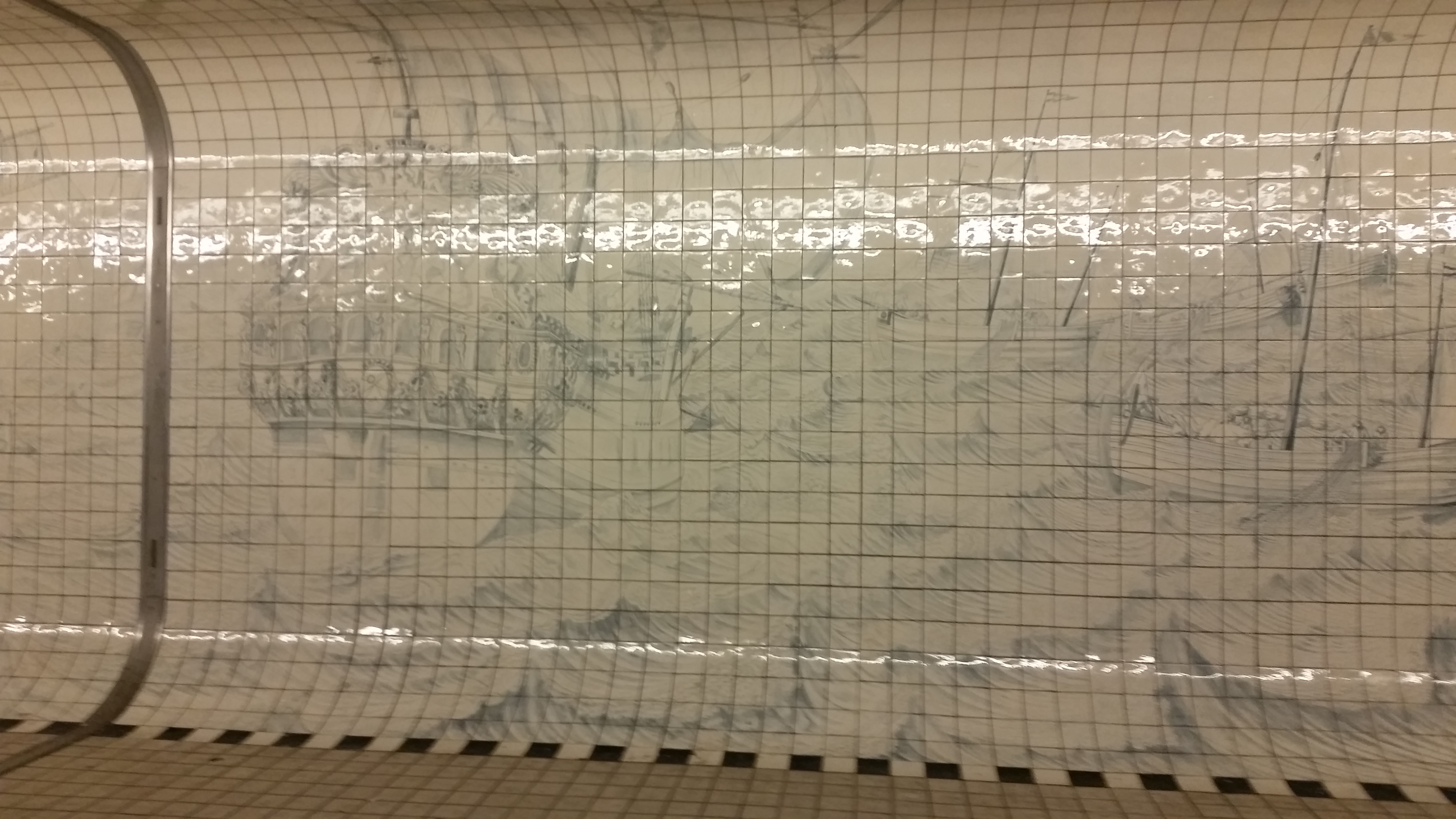
Tableau met vervaagd schip (augustus 2018)
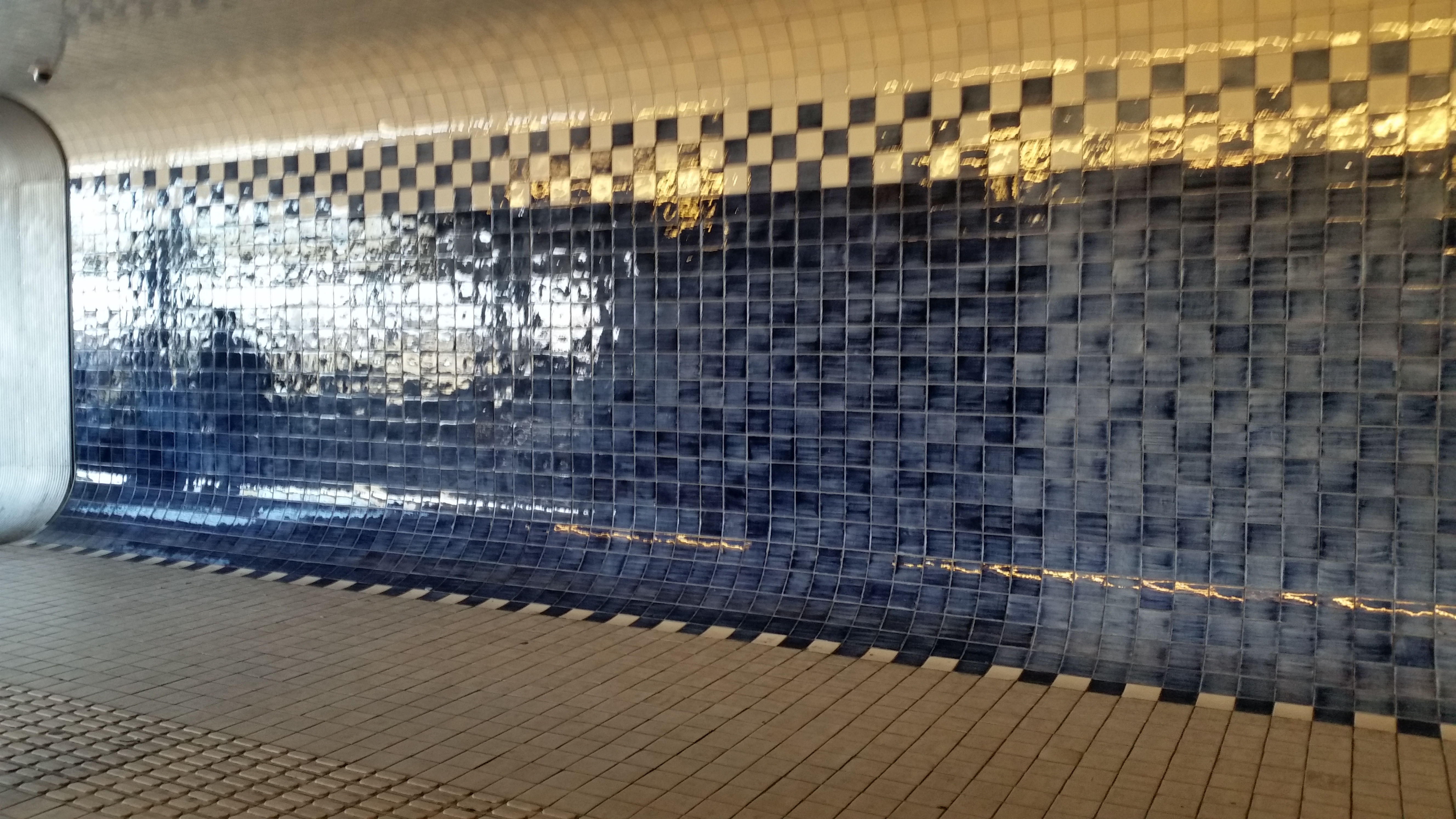
Laatste tegel met links de tunnelmanchet (augustus 2018)